# هيلموت ديوتش
هيلموت ديوتش (بالألمانية: Helmut Deutsch)‏ هو عالم موسيقى وأستاذ جامعي وعازف بيانو نمساوي، ولد في 24 ديسمبر 1945 في فيينا في النمسا.

## وصلات خارجية
- هيلموت ديوتش على موقع ميوزك برينز (الإنجليزية)
- هيلموت ديوتش على موقع أول ميوزيك (الإنجليزية)
- هيلموت ديوتش على موقع ديسكوغز (الإنجليزية)